# Kanton Callac
Kanton Callac (fr. Canton de Callac) je francouzský kanton v departementu Côtes-d'Armor v regionu Bretaň. Tvoří ho 11 obcí.

## Obce kantonu
- Bulat-Pestivien
- Calanhel
- Callac
- Carnoët
- Duault
- Lohuec
- Maël-Pestivien
- Plourac'h
- Plusquellec
- Saint-Nicodème
- Saint-Servais